# Dipartimento di La Guajira
Il dipartimento di La Guajira è uno dei 32 dipartimenti della Colombia. Il capoluogo del dipartimento è Riohacha.

## Geografia fisica
Il dipartimento di La Guajira corrisponde in larga misura con il settore colombiano della Penisola di Guajira.
Il dipartimento è bagnato a nord dal Mar dei Caraibi e confina a sud-est con il Venezuela, a sud-ovest con il dipartimento di Cesar ed a ovest con quello di Magdalena.
I rilievi della Sierra Nevada de Santa Marta separono il dipartimento dal resto del paese. Il dipartimento può essere suddiviso in tre aree geografiche distinte. A nord-est l'alta Guajira pianeggiante e con un clima arido che è delimitata dai fiumi Ranchería e Carraipía, la bassa Guajira che corrisponde alla fascia pedemontana orientale della Sierra Nevada de Santa Marta, dove si concentra la maggioranza della popolazione, ed infine la media Guajira che corrisponde alla fascia pedemontana settentrionale di Santa Marta posta al confine con il dipartimento di Magdalena.

## Geografia antropica

### Suddivisioni amministrative
Il dipartimento di La Guajira si compone di 15 comuni:
- Albania
- Barrancas
- Dibulla
- Distracción
- El Molino
- Fonseca
- Hatonuevo
- La Jagua del Pilar
- Maicao
- Manaure
- Riohacha
- San Juan del Cesar
- Uribia
- Urumita
- Villanueva